# Тобанієрі
Тобанієрі (груз. ტობანიერი) — село в Грузії.
За даними перепису населення 2014 року в селі проживає 584 особи.